# Islam bei den Tuareg
Die Geschichte des Islam bei den Tuareg begann bereits zu Lebzeiten des Propheten und Religionsstifters Mohammed im 7. Jahrhundert. Truppen arabischer Kamelreiter drangen von der Mittelmeerküste ins Landesinnere vor, um die neue Religion, den Islam, in Afrika zu verbreiten. Soweit erforderlich, wurde Waffengewalt eingesetzt. Sie stießen über den libyschen Fessan und die zentralsaharischen Bergländer vor, bis sie zur nigrischen Ténéré-Wüste gelangten, nördlich des Tschadsees. Heute sind alle Tuareg Muslime.

## Geschichte
In Afrika gehört der Islam zu den wichtigsten Religionen und hat zusammen mit dem Christentum die meisten Anhänger. Geographisch betrachtet nimmt der Islam heute ganz Nordafrika und große Teile von West- und Ostafrika ein. Bald nach dem Tod des Propheten Mohammed (632 n. Chr.) breitete sich der Islam vor allem im Norden aus und erreichte bereits die Ostküste. Da dies mit der Eroberung etlicher Völker und Länder durch arabische Stämme verbunden war, spricht man auch vom islamischen Imperialismus.
Ursprünglich hatten die Tuareg wie alle Berberstämme eine afrikanisch-ethnische Religion. Bei den Tuareg des Fessan (Targa) begann die Islamisierung Nordafrikas 642 unter dem ifrīqischen Feldherrn ʿUqba ibn Nāfiʿ. Dabei wurden sie bis zum Adrar des Ifoghas und Aïr-Gebirge zurückgedrängt. ʿUqba ibn Nāfiʿ soll bei seinen Vorstößen bisweilen wie ein schlangenbeschwörender Zauberer aufgetreten sein. Dabei soll er angeblich einen so respekteinflößenden Eindruck bei vielen Berbern hinterlassen haben, dass sie keinen Widerstand leisteten. Statt die Waffen zu erheben, traten sie zum Islam über und unterwarfen sich damit den neuen Landesherren.
Als beherzte Widerstandskämpferin gegen den Islam hatte sich Kāhina, die berberische Priesterfürstin des Stammes der Dscharawa, einen Namen gemacht. Bis zu ihrem Tod im Jahr 701 kämpfte sie als unerbittliche Feldherrin gegen den muslimischen Statthalter von Ifrīqiya, Hassān ibn an-Nuʿmān (685–703). Ihren Widerstand hatte sie vom algerischen Aurès aus organisiert. Nach Kāhinas Tod nahm der Widerstand gegen die Muslime kontinuierlich ab, da niemand mehr da war, der Berber des Maghreb einte. Die letzte Schlacht fand im Jahr 708 statt. 711 wurde die Abwehr endgültig bis zur bedingungslosen Unterwerfung aufgegeben. Mit Tariq ibn Ziyad wandte sich der erste „bekehrte“ muslimisch-berberische Feldherr der Eroberung der Iberischen Halbinsel zu. Im 8. Jahrhundert hatte der Islam insbesondere bei den arabischen Kaufleuten, die auf dem Seeweg Handel trieben, bereits einen hohen Durchdringungsgrad. Über die Kamelrouten der Sahara, die die nomadisch lebenden Tuareg beherrschten, verbreitete sich der Islam immer weiter südwärts. Allein das im heutigen Mali gelegene Ghana-Reich blieb davon trotz der Kontakte zur islamischen Welt bis zum 12. Jahrhundert weitgehend unbeeinflusst.
Zwischen dem 11. und 12. Jahrhundert breitete sich die islamisierte Berberdynastie der Almoraviden (Stamm der Lempta) im westlichen Nordafrika aus. Sie verschleierten ihre Gesichter und waren als geschickte Kamelreiter für ihre äußerst schnell ausgeübten Raubüberfälle gefürchtet. Sie drängten den in traditionellen Glaubenstraditionen verwurzelten Menschen der Westsahara den Islam auf. Weitere arabisch-islamische Beduinengruppen, wie etwa die Banū Hilāl (Söhne der Mondsichel), wanderten in der Folgezeit mit ihren Familien und Herden in die Hoheitsgebiete der noch nicht islamisierten Berberstämme ein. Der Widerstand gegen die Islamisierung war unterschiedlich: Viele Stämme gingen gewalttätigen Konflikten aus dem Weg und zogen sich in die schwach besiedelten Gebiete der Sahara zurück.
Ende des 12. Jahrhunderts hatte der Islam die gesamte Westsahara durchdrungen und die berberischen Stämme unter seinen Einfluss gebracht.

### Der Islamisierungsprozess
Die Vorfahren der heutigen Tuareg (aus dem arabischen Wort: „terek = von Gott verlassen“, sofern etymologisch überhaupt korrekt hergeleitet) waren offen für die arabischen Kultureinflüsse, was ganz besonders für die Religion galt. Obwohl dies eher in einer passiven synkretistischen Art und Weise geschah, verloren die eigenen traditionellen Vorstellungen bei diesem Akkulturationsprozess immer mehr an Bedeutung. Heute sind sie sehr weitgehend in die arabisch-islamische Kultur assimiliert. Der Forschungsreisende und Ethnograph, Henri Lhote, der ein respektables Standardwerk über die Tuareg verfasst hat, schrieb in einem Kapitel über die Kel Ahaggar Algeriens und die religiösen Verhältnisse bei den Sahara-Bewohnern:

„Auch wenn sie sich wie alle Neubekehrten darum bemühen, alte Glaubensbräuche zu verbergen, ist es doch richtig, daß solche hier und da zu erkennen sind“

 Möglicherweise vermochte der almovaridische Agag Alemin, der ein berühmter Korangelehrter war und eine schulmeisternde Gruppe um sich gebildet hatte, der Tuaregschicht der „Inselemen“ (sing. „Aneslem“, umfassen die Klasse der Marabouts) eine gewisse Orientierung zu geben. Gleichwohl blieben die Tuareg bei der islamischen Glaubensbildung sehr passiv.
Das Vordringen der europäischen Mächte beschleunigte die Islamisierung des saharisch-sahelischen Raumes. Insbesondere die islamischen Führer boten den Kolonialverwaltungen die Stirn. Sie organisierten Widerstände, die ab 1916 in der Ausrufung des Heiligen Krieges gipfelten und den Kaosenaufstand im Osten sowie den Firhun (Aufstand im Westen) nach sich zogen. Die daran beteiligten Tuaregführer genießen bis heute legendären Ruhm. Aufgrund fehlender Geschlossenheit der Tuaregstämme gingen die Kämpfe letztlich verloren. In Agadez wurde beim Kaosenaufstand 1917 drastisch deutlich, dass die religiösen Führer gefährlich einflussreich waren und gerade deshalb einem grausamen Blutbad ausgesetzt wurden.
Zwar gilt der Koran den Tuareg als „Heiliges Buch“; dennoch ist nicht zu verkennen, dass mangels arabischer Sprachkenntnisse der Zugang zum Buch schwer fiel und auch heute noch schwerfällt. Die in nomadischer Lebensweise verhaftete nigrische Bevölkerung spricht vornehmlich die Tuareg-Sprache Tamascheq und schreibt Tifinagh. Koranschulen waren und sind jungen Männern vorbehalten. Deren Besuch ist unregelmäßig, da viele Tuareg auch heute noch nomadisieren. Jahrhunderte alte Moscheen existieren in Gao, Agadez und Timbuktu, vereinzelt im südlichen Ahaggar und im Aïr, sie werden aber bei weitem nicht so genutzt wie in anderen muslimischen Gebieten. Zumeist wird vom Besuch einer Moschee abgesehen. Stattdessen wird eine Bodenfläche gereinigt, die mit einem Kreis loser Steine eingefriedet wird. Dieser Ort gilt sodann der religiösen Handlung. Das Gebet wird unter diesen kargen Umständen in Richtung Mekka verrichtet. Pilgerfahrten nach Mekka wiederum werden zumeist abgelehnt, da sie als reines Renommee verstanden werden. Der Ramadan wird großzügig ausgelegt, oft unter Hinweis darauf, das Volk habe außerhalb des Fastenmonats bereits zu oft Hunger zu leiden oder aber dass Tuareg als „Reisende“ (Nomaden) derartiger Pflichten überhaupt ledig seien. Insgesamt attestieren Wissenschaftler den Tuareg ein oberflächliches Verhältnis zur Religion des Islam.

### Ineslemen (Korangelehrte)

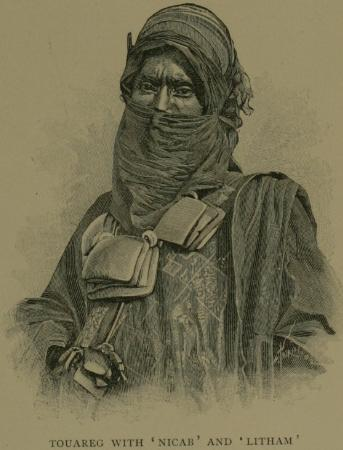
Tuareg aus Timbuktu; mit Amuletttaschen umhängt

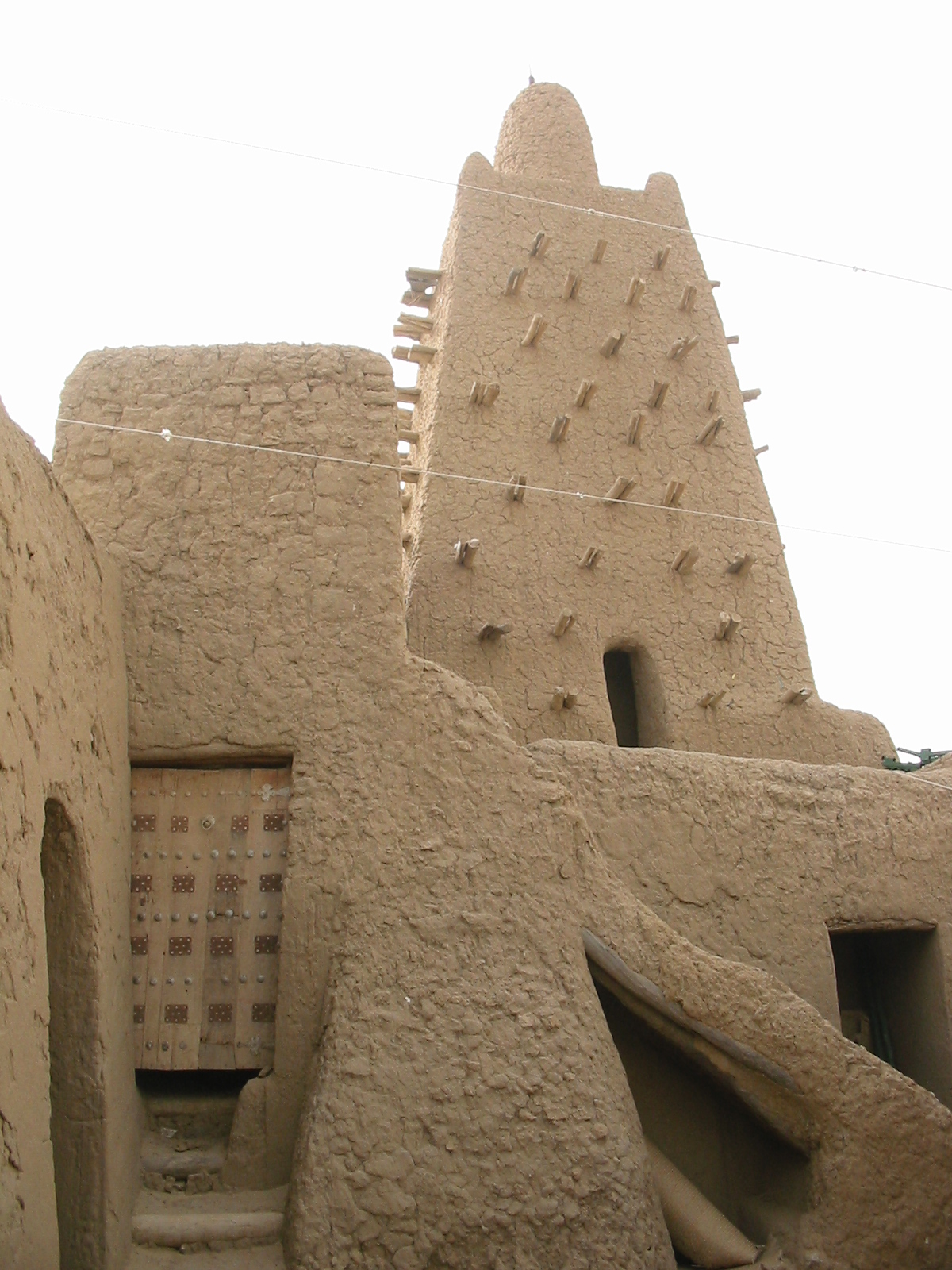
Außenansicht der Djinger-ber-Moschee (2005) in Timbuktu

Die Tuareg-Gemeinschaft ist bis heute stark hierarchisch strukturiert. Man unterscheidet eine Nomenklatur, die von den „Adeligen“ („Imajeren“) über die „Korangelehrten“ („Ineslemen“), „Vasallen“ („Imrad“), „schwarzen Ackerbauern“ („Izzegarren“ – bei den Arabern: „Haratin“ genannt) und die „Sklaven“ bis hin zu den „Schmieden“ („Inaden“) reicht.
Die „Ineslemen“ entsprechen Marabouts, repräsentieren mithin die religiöse Klasse der Korangelehrten, die sich durch erbrechtliche oder durch taugliche Studienabschlüsse in diese Position bringen konnten. Ihr Stellenwert ist vergleichbar mit dem der Adeligen („Noblen“). Sie beschäftigen sich mit der Exegese des Koran und anderer religiöser Schriften. Praktische Relevanz offenbart sich in der Festlegung des Termins für den Aufbruch der Kamelkarawanen, bei Hochzeiten oder Beerdigungen. Sie gelten als „Volk Gottes“ und wahren Pflichten der Großzügigkeit und Gastfreundschaft. Ihren Unterhalt (traditionell Speisen, heute Geld oder Geldwertes wie Ziegen) verdienen sich die Ineslemen aus dieser Tätigkeit. Weiterhin legen sie ihre Erfahrungen in „Zettelchen“ als Niederschriften fest und beschäftigen sich mit magischen Formeln; diese wurden oft in Kleidungsstücke eingenäht oder in Metallbehältern aufbewahrt, die als Halsamulett getragen wurden. Die Niederschriften befassen sich überdies mit Anleitungen zu Heilzwecken (albaraka = Segen); die Tinte der Niederschriften wird mit Wasser aufgeweicht und als Trunk dem Heilsbedürftigen gereicht, der die Texte so gewissermaßen verinnerlicht oder aber die Tinte wird auf Metalle aufgebracht und dann abgeräuchert. Der Kranke atmet die Dämpfe ein und gesundet in der Folge. Den Prozeduren gemeinsam ist, dass sie hoher Geheimhaltung unterliegen. Mittels Amulett-Briefchen werden auch wertvolle Tiere (insbesondere Kamele) geschützt. Es gilt den Teufel und dessen negative Kraft (iblis) zu bannen.

### Religiöse Feste
Die im Islam verbreiteten Feste werden von den Tuareg kaum oder in von den Traditionen deutlich abweichender Form gefeiert. So findet das Freitagsgebet am heiligen Tag nicht in Moscheen statt, geschweige denn in einer Masjed-e Jāme'. Der Fastenmonat Ramadan wird nicht stringent eingehalten. Kaum Bedeutung haben Ereignisse wie die Lailat al-Qadr (Nacht der Bestimmung), das Fest des Fastenbrechens („ʿĪdu l-Fitr“), das Opferfest, die Himmelfahrt Mohammeds, die Nacht der Vergebung („Lailatu l-Barā'a“), oder das „Jalsa Salana“ (Fest der spirituellen Erbauung).
Große Bedeutung hat bei den Tuareg hingegen ein Fest, das in der übrigen islamischen Bevölkerung regelmäßig nicht gefeiert wird, der Feiertag Mawlid an-Nabi zu Ehren des Geburtstages Mohammeds. Mawlid an-Nabi wird am 12. Tag des Monats Rabīʿ al-awwal des islamischen Kalenders gefeiert, jedoch von vielen Muslimen als unzulässige Bidʿa (Neuerung) abgelehnt. Bestenfalls finden Zusammenkünfte statt, um Geschichten und Legenden aus dem Leben des Propheten zu erzählen oder zu hören. Dabei werden die Moscheen (hell) erleuchtet.

Den Tuareg gilt es als Fest schlechthin. Sie nennen es „mulud“. Zu Mitternacht strömen Menschenmengen aus allen Himmelsrichtungen zu besonderen für das Fest vorgesehenen und vorbereiteten Kultplätzen. Jeder trägt die edelste Kleidung seines Repertoires am Leib. Es wird gesungen und in der Morgendämmerung werden draufgängerische Kamelritte demonstriert.
Ein weiteres wichtiges Fest ist das der männlichen Beschneidung. Die frisch beschnittenen Männer, etwa im Alter von 18 Jahren, erhalten ihre Gesichtsschleier. Somit ist der Weg in die männliche Geschlechterrolle und die kulturellen Werte der Bescheidenheit bereitet. Viele Rituale integrieren islamische und vorislamische Elemente in ihre Symbolik. Dabei handelt es sich um Verweise auf die matrilineare Linie der Ahnfrauen, vorislamische Geister, die Erde, Fruchtbarkeit und Menstruation.
Die Weltsicht der Tuareg erlaubt, dass die Seele (Iman) persönlicher ist, als es Geister sind. Die Seelen Verstorbener sind frei. Tote Seelen können Nachrichten überbringen; im Gegenzug werden Leistungen erbracht, wie Hochzeitsabsprachen. Die Zukunft könne gelegentlich vorhergesagt werden, wenn auf den Gräbern der Ahnen geschlafen wird. Vorstellungen über das Jenseits (Paradies) entsprechen denen des offiziellen Islam.

## Die Stellung der Frau
Besonders geprägt von überlieferten kulturellen Werten aus der vor-islamischen Zeit ist die Stellung der Frau in der Tuareg-Gesellschaft. Die soziale Bedeutung der Frau weicht von den üblichen islamischen Traditionen deutlich ab. Frauen genießen enorme Verhaltensfreiheiten im Umgang mit Männern und engen die Dominanz des männlichen Geschlechts ein. Die Frau ist gleichberechtigt und hat keine Rechenschaft darüber abzulegen, wohin sie geht und was sie tut, solange sie die Fürsorge für die Familie nicht vernachlässigt. Nachforschungen Henri Lhotes (siehe Literatur) sollen ergeben haben, dass keine Forderungen nach Jungfräulichkeit vor der Ehe bestehen. Es gäbe im berberischen Sprachgebrauch nicht einmal ein Wort dafür. Matrilokalität und deren Vorschriften lassen es zu, sich von einem ungeliebten Ehemann scheiden zu lassen. Auch können den Mann ihn benachteiligende Eigentumsrechte treffen.
Allein das Erbrecht wird korangerechter ausgelegt; so erbt der Sohn grundsätzlich das Doppelte der Tochter. Aber auch diese Regelungen werden umgangen, indem zu Lebzeiten verschenkt („alchabus“) wird. Verschiedene Güter sind gar nicht übertragbar und können nur genutzt werden („ach iddaren“), was den Verbleib in der Familie der Frau bedeutet, soweit auch hier matrilokale Vorschriften Anwendung finden. Dabei handelte es sich zumeist um Nutztiere und deren Milch. Durch Entzug aus dem Güterkreislauf und Verbleib in der mütterlichen Erblinie werden diese Tiere auch zum Gegenstand des „ach ebowel“ (Milch des Nestes).